# ボスニア・ヘルツェゴビナの都市の一覧
ボスニア・ヘルツェゴビナの都市の一覧。

## 人口上位10都市(2013年)
| 順位 | 都市         | ラテン文字 | キリル文字 | 人口    | 県・地方                     | 地域                         |
| ---- | ------------ | ---------- | ---------- | ------- | ---------------------------- | ---------------------------- |
| 1.   | サラエボ     | Sarajevo   | Сараево    | 448,646 | サラエヴォ県                 | ボスニア・ヘルツェゴビナ連邦 |
| 2.   | バニャ・ルカ | Banja Luka | Бања Лука  | 199,991 | バニャ・ルカ地方             | スルプスカ共和国             |
| 3.   | トゥズラ     | Tuzla      | Тузла      | 120,441 | トゥズラ県                   | ボスニア・ヘルツェゴビナ連邦 |
| 4.   | ゼニツァ     | Zenica     | Зеница     | 115,134 | ゼニツァ＝ドボイ県           | ボスニア・ヘルツェゴビナ連邦 |
| 5.   | ビイェリナ   | Bijeljina  | Бијељина   | 114,663 | ビイェリナ地方               | スルプスカ共和国             |
| 6.   | モスタル     | Mostar     | Мостар     | 113,169 | ヘルツェゴビナ＝ネレトヴァ県 | ボスニア・ヘルツェゴビナ連邦 |
| 7.   | プリイェドル | Prijedor   | Приједор   | 97,588  | バニャ・ルカ地方             | スルプスカ共和国             |
| 8.   | ブルチコ     | Brčko      | Брчко      | 87,332  | ブルチコ行政区               | ブルチコ行政区               |
| 9.   | ドボイ       | Doboj      | Добој      | 77,223  | ドボイ地方                   | スルプスカ共和国             |
| 10.  | ツァジン     | Cazin      | Цазин      | 69,411  | ウナ＝サナ県                 | ボスニア・ヘルツェゴビナ連邦 |

## その他の都市
- イストチナ・イリジャ
- イストチニ・スタリ・グラド
- イストチニ・モスタル
- イストチノ・サラエヴォ
- イストチノ・ノヴォ・サラエヴォ
- イリジャ
- イリヤシュ
- ヴィシェグラード (ボスニア・ヘルツェゴビナ)
- ヴィソコ
- ヴェリカ・クラドゥシャ
- ヴォゴシュチャ
- ヴラセニツァ
- オジャク
- オスマツィ
- オラシエ
- クラダニ
- クリュチ
- コニツ
- ゴラジュデ
- ゴルニ・ヴァクフ＝ウスコプリェ
- サンスキ・モスト
- シェコヴィチ
- ジェパ
- シロキ・ブリイェグ
- ズヴォルニク
- スケラニ
- スタリ・グラード (ボスニア・ヘルツェゴビナ)
- スレブレニツァ
- ソコラツ
- チェレビチ (フォチャ地方)
- チェレビチ (ヘルツェゴビナ＝ネレトヴァ県)
- チャプリナ
- ツェルスカ
- ツェンタル (ボスニア・ヘルツェゴビナ)
- トラヴニク
- トルノヴォ (スルプスカ共和国)
- トルノヴォ (ボスニア・ヘルツェゴビナ連邦)
- トレビニェ
- ネウム
- ノヴィ・グラード (スルプスカ共和国)
- ノヴィ・グラード (ボスニア・ヘルツェゴビナ連邦)
- ノヴォ・サラエヴォ
- ハジチ
- パレ (ボスニア・ヘルツェゴビナ)
- ハン・ピイェサク
- ビハチ
- フォチャ (ボスニア・ヘルツェゴビナ)
- ブジム
- ブトミル
- ブラトゥナツ
- ブロド
- ボサンスカ・クルパ
- ポチテリ
- ポトチャリ
- ミリチ
- メジュゴリエ
- モドリチャ
- ヤイツェ
- リヴノ
- ロガティツァ